# 佐々野大輝

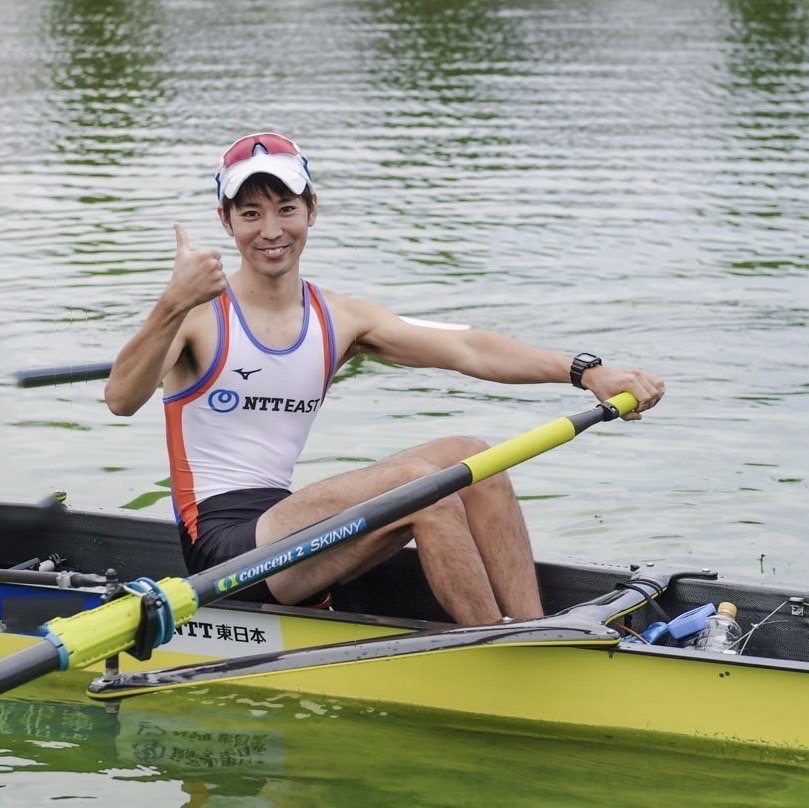
2020年

佐々野 大輝（ささの ひろき、1991年12月31日 - ）は、NTT東日本漕艇部に所属していた日本のボート競技選手。舵手。

## プロフィール
- 福岡県北九州市出身。
- ポジションは操舵及び漕手に指示を出す舵手（COX）。[1]
- NTT東日本漕艇部の舵手として2016～2020年までの全日本選手権の男子エイト種目で史上初の五連覇を達成。(チームは翌2021年も優勝し連覇記録を更新）[2]
- 国際大会での最高成績は準優勝で、2014年のアジア競技大会（仁川）[3]、2016年、2019年のアジア選手権の男子エイト種目で三度記録している。

## 略歴
2007年、福岡県立東筑高等学校入学後にボート部へ入部。競技を始める。
2010年、東北大学へ進学。同校ボート部では2013年全日本大学選手権での第4位が最高成績。
2014年よりNTT東日本漕艇部へ加入。以降主にエイト種目の舵手として国内外のレースで活躍。
2018年にはNTT東日本漕艇部として、第67回日本スポーツ賞競技団体別最優秀賞を受賞。

## 価値観
師匠
実業家である本郷健一氏を心の師とし、畏敬の念を述べている。
佐々野が本郷を「すごい存在」と思った契機として、佐々野が4年間過ごしたボランティアチームの活動が大きい。
当時、佐々野の資質を見抜いた本郷が、自身がリーダーを務めるチームへ抜擢。本郷の元で『オーナーシップスキル』を基礎から学ぶこととなる。
日々厳しいコーチを受けた結果、佐々野の人生観とボートでのパフォーマンスに大きな影響を与えていると語る。